# Сент Риџис (Монтана)
Сент Риџис (енгл. St. Regis) насељено је место без административног статуса у америчкој савезној држави Монтана.

## Демографија
По попису из 2010. године број становника је 319, што је 4 (1,3%) становника више него 2000. године.
| Група             | 2000.       | 2010.       |
| Белци             | 295 (93,7%) | 287 (90,0%) |
| Афроамериканци    | 0 (0,0%)    | 0 (0,0%)    |
| Азијати           | 1 (0,3%)    | 3 (0,9%)    |
| Хиспаноамериканци | 8 (2,5%)    | 5 (1,6%)    |
| Укупно            | 315         | 319         |